# Río Lena (Asturias)
El río Lena (en asturiano: Ḷḷena) es un río del norte de la península ibérica perteneciente a la cuenca del Nalón que atraviesa de sur a norte los concejos de Lena y Mieres en el Principado de Asturias.

## Curso
Nace de la unión de los ríos Huerna y Pajares, en la localidad de Campomanes. Confluye con el río Aller en Ujo para formar el río Caudal, segundo afluente en importancia del río Nalón tras el río Narcea.